# 公共の電波
公共の電波（こうきょうのでんぱ）とは、電波利用に係る精神を示すものである。一部の例外を除き、全世界的に電波は公共財である。

## 概要
電波は利用できる部分の限られた貴重な「資源」であり、皆が自分勝手にこの資源を利用することは直ちにその枯渇を招くことになる。従って電波は「人類共通の財産」すなわち「公共財」であり、何人もこれを独占することは許されない。このため全世界的に、ある程度（電界強度によって規定される。）以上の強さを有する電波の利用については「公共財の利用」とされ、監理の対象とされている。国際法（国際電気通信条約付属無線通信規則）に各国主官庁での電波監理が規定されており、日本では総務省の管轄である。日本の電波法第1条には、電波法の目的として、「電波の公平且つ能率的な利用を確保することによつて、公共の福祉を増進することを目的とする。」とあり、以下、「公共財である電波」すなわち「公共の電波」の利用について細かく定められている。

## 放送における公共の電波
放送は通信と異なり、一対不特定多数の情報伝達である。この性質から、「受益者」＝「不特定多数の視聴者」として「公共性が高い」と考え、放送電波（放送波）を「公共の電波」とする解釈がある。日本では、放送法による細かな制限もある。これに対して、一対一の通信に用いる電波は「私的電波」ということになるが、これはあくまでも一部の下位解釈であり、「私的電波」を自分勝手に使ってもよいということにはならない。
一般的に、放送における公共の電波とは、極めて曖昧な定義やニュアンスをもつ。例えばポール・クルーグマンはテレビ放送を民間が供給する「公共財」と定義している。しかし、それは「排除不可能で消費の競合性のない財の性質」の定義となっている。